# Polk Township (comté d'Adair, Missouri)
Pour les articles homonymes, voir Polk Township et Polk.
Polk Township est un township du comté d'Adair dans le Missouri, aux États-Unis,. En 2010, le township comptait une population de 639 habitants.  Le township est baptisé en référence à James K. Polk, onzième président des États-Unis.

## Source de la traduction
- (en) Cet article est partiellement ou en totalité issu de l’article de Wikipédia en anglais intitulé « Polk Township, Adair County, Missouri » (voir la liste des auteurs).